# Kale Weg
De Kale Weg is een voormalig waterschap in de provincie Groningen.
Het waterschap lag ten oosten van Surhuisterveen (in Groningen), ten noorden van Opende en ten zuiden van de Kaleweg. De windmotor (na 1938 een elektrisch gemaal) sloeg uit op de Doezumertocht.
Waterstaatkundig gezien ligt het gebied sinds 2000 binnen dat van het wetterskip Fryslân.